# Тиханович, Орасио
Орасио Габриэль Тиханович (исп. Horacio Gabriel Tijanovich; 28 февраля 1996, Сан-Хусто) — аргентинский футболист, нападающий клуба «Сан-Мартин».

## Карьера
На профессиональном уровне дебютировал в составе клуба «Дефенсорес Пронунсьямьенто», за который выступал в сезоне 2012/13 в Торнео Аргентино B (4Д). В 2014 году перешёл в клуб высшей лиги «Химнасия и Эсгрима», за который в 2015 году сыграл 2 матча. В сезоне 2016/17 выступал в аренде за клуб Торнео Аргентино А «Агропекуарио Аргентино», а в сезоне 2017/18 в высшей лиге за «Дефенса и Хустисия», затем вернулся в «Химнасия и Эсгрима». В 2021 году перешёл в «Платенсе». В январе 2023 года подписал контракт с клубом «Банфилд».